# Xenippella somalica
Xenippella somalica är en insektsart som beskrevs av Kevan, D.K.M. 1966. Xenippella somalica ingår i släktet Xenippella och familjen gräshoppor. Inga underarter finns listade i Catalogue of Life.